# Первая великая ложа Англии
Первая великая ложа Англии (англ. Premier Grand Lodge of England) (ПВЛА) была основана 24 июня 1717 года, как Великая ложа Лондона и Вестминстера, в 1738 году приняла название Великая ложа Англии. Конвенция называет её Первой великой ложей Англии, чтобы отличить от Самого древнего и почётного общества вольных и принятых каменщиков в соответствии со старыми конституциями, чаще всего именуемого Древней великой ложей Англии, и Великой ложей всей Англии в Йорке. Также её называли Великой ложей Современных, или просто «Современные».
Первая великая ложа Англии просуществовала до 1813 года, когда она объединилась с Древней великой ложей Англии, чтобы создать Объединенную великую ложу Англии. Первая великая ложа Англии является масонской великой ложей, которая была впервые создана в мире.

## Создание
Великая ложа была основана вскоре после того, как 1 августа 1714 года на престол взошёл Георг I, первый ганноверский король Королевства Великобритании, который положил конец первому якобитскому восстанию 1715 года.
Официально Великая ложа Англии была основана в Лондоне в день Св. Иоанна Крестителя, 24 июня 1717 года, когда четыре лондонских ложи собрались в таверне «Гусь и Рашпер» во дворе церкви Святого Павла в Лондоне и провозгласили первую в истории великую ложу. Четыре ложи ранее встречались вместе в 1716 году в таверне «Яблочное дерево», где и инсталлировали старейшего мастера-масона на должность мастера ложи. После этого они провозгласили себя в качестве великой ложи pro Tempore в должной форме. Именно на этой встрече в 1716 году они решили проводить ежегодную ассамблею и праздник, а затем выбрать великого мастера из числа самих себя, что они и сделали в следующем году. Все четыре ложи были просто названы в честь общественных мест, где они привыкли встречаться, в «Гусе и Рашпере» в церкви Святого Павла (эта ложа сейчас называется ложей «Античности» № 2); «Корона» в Паркер-лейн на Друри-лейн; «Таверна Яблочное дерево» на Чарльз-стрит, в Ковент-Гардене (ложа теперь называется «Стойкости и Старого Камберленда» № 12); и таверна «Кубок и виноград» в Ченел Роу, в Вестминстере (ложа теперь называется «Королевский Сомерсет-Хаус и Инвернес ложа» № IV). В то время как три лондонских ложи были в основном действующими ложами, «Кубок и виноград» в Вестминстерском дворце, по-видимому, была в основном ложей принятых и спекулятивных господ-каменщиков.
Новая организация стала известна как Великая ложа Лондона и Вестминстера, и вряд ли в эти ранние дни у её членов было какое-либо стремление быть чем-то другим. Мало что известно о Энтони Сэйере, первом великом мастере. Но следующий, Джордж Пейн, поднялся на высокую позицию в уполномоченных по налогам. Пейн дважды был великим мастером, в 1718-19 и 1720-21 годах. Один год был великим мастером Джон Теофил Дезагюлье — ученый, священнослужитель и пропагандист идей Исаака Ньютона. После этих первых, каждый великий мастер был дворянином, хотя в эти ранние годы маловероятно, что они были чем-то большим, чем номинальные фигуры. Цель состояла в том, чтобы поднять общественный статус первой великой ложи. В 1725 году, помимо лондонских лож, в нескольких минутах от лож великой ложи появляются ложи в Бате, Бристоле, Норвиче, Чичестере, Честере, Рединге, Госпорте, Кармартене, Солфорде и Уорике и эмбриональные провинциальные великие ложи в Чешире и Южном Уэльсе. Великая ложа стала расширяться за пределы Лондона.

## Расширение и конфликт
Новая великая ложа, очевидно, не была сразу привлекательной для более старых иоанновских или независимых лож, которые невзлюбили эту организацию. Их обычаем было рисовать план ложи мелом, который в конце собрания стирался шваброй. Новая великая ложа отошла от этого правила, заменив стирание на ленту и металлическое письмо. Поэтому в 1726 году в лондонской газете была опубликована лекция «Анте-дилювианское масонство». Показывая, какие новшества в последнее время были введены Доктором и некоторыми другими Современными, с их лентой, рычагом и движимыми письмами, пылающими звёздами и т. д..
Во второй четверти восемнадцатого века лондонская организация процветала как Великая ложа Англии. Тем не менее в быстроте роста некоторые ложи терпят неудачу в первый год их существования. Урожай недовольных экс-масонов принёс несколько опубликованных разоблачений, наиболее успешным из которых является «Масонство в разрезе» Притчарда в 1730 году. Поскольку это разоблачение содержало узнаваемое представление о всех трех степенях, с секретами, которые предположительно обеспечили бы приём в масонскую ложу, то великая ложа внесла несколько изменений в свои ритуалы и пароли, которые они изменили вместе с новыми великими ложами Ирландии и Шотландии. Это также расширило пропасть между относительно новой Великой ложей Англии и множеством неаффилированных лож в стране, которые с большим подозрением относились к отходу от «Древних ландмарок».
Когда в 1721 году ПВЛА избрала Джона Монтегю, 2-го герцога Монтегю, в качестве своего первого благородного великого мастера, на его инсталляции было проведено шествие. Оно стало ежегодным событием, а последующие шествия проводились на каретах. Поскольку всякий заметный приём нового члена в братство объявлялся в печати, аура элитарности вызвала презрение, и ежегодные процессии вызвали насмешки. В 1740-х годах во время шествий было много ошпариваний несчастных масонов, и масонские шествия были запрещены ПВЛА в 1747 году.

## Древние и Современные
В 1751 году группа неаффилированных лож, в основном состоящих из ирландских масонов, сформировала великий комитет того, что станет Самым древним и почётным обществом вольных и принятых каменщиков в соответствии со старыми конституциями, ныне известным как «Древние». Это общество, которое придерживалось того, что считалось более старым и более аутентичным ритуалом, чем Великая ложа Англии. Оно быстро росло под влиянием Лоуренса Дермотта, который был великим секретарем с 1752 по 1771 год, и заместителем великого мастера с перерывами после этого. Это также помогло раннему признанию великих лож Ирландии и Шотландии.
Дермотт написал новую Книгу конституций для ДВЛА, названную Ахиман Резон. Опубликованное в 1756 году первое издание выразило желание примириться с другой великой ложей. Второе издание, в 1764 году, включило их «неконституционное щегольство». ПВЛА уже упоминалась как «Современные», и Дермотт убедился, что эпитет закрепился, а его собственная великая ложа стала известна истории как «Древние». Последующие издания от Дермотта всё больше выражали презрение «Современным». Проза Дермотта была скучно саркастичной и остроумной, Ахиман Резон хорошо продавался.
Также в 1764 году ложа эдинбургских масонов, которая только присоединилась в предыдущем году к ПВЛА, отделилась от неё. Эта ложа сыграла важную роль в формировании первого великого капитула Королевской арки. Среди членов эдинбургской ложи был Уильям Престон, который в течение десятилетия стал ценным писателем и преподавателем по масонству. Успех в 1770-х годах лекций Престона и его книги под названием «Иллюстрации масонства» привели к его назначению помощником великого секретаря и к его избранию досточтимым мастером ложи «Античность» (ранее «Гусь и Рашпер») и, по общему мнению, самой старой ложей конституционно основанной.
Позиция Престона в качестве помощника великого секретаря позволила ему переписываться с Великой ложей Шотландии, в которой ставилось под сомнение законность «Древних». Также его позиция вела к разрыву связей между «Древними» и Великой ложей Шотландии. Это был предсказуемый провал, который ещё больше отравил отношения между двумя лондонскими великими ложами (Современных и Древних). Огромный приток новых масонов в ложу «Античность» Престона привёл к недовольству среди более старых членов ложи, что привело к конфликту с Престоном и поддерживавшего его великого секретаря Хезелтайна. Когда Престон и ещё несколько человек отправились из церкви в ложу в своих регалиях в одно воскресенье, противники Престона представили это как несанкционированное шествие. Престон неохотно ссылался на приоритет лож незапамятных времён, что повлекло его изгнание из ложи «Античность», из которой он взял с собой половину ложи. Ушедшие объединились с Великой ложей всей Англии в Йорке и в течение десяти лет, с 1779 по 1789 год, стали Великой ложей всей Англии к югу от реки Трент.
В то время как новый великий капитул был создан великим мастером, лорд Блейни встал во главе капитула, а великий секретарь Хезелтайн продолжал писать в провинциальные ложи, уверяя их, что масонство королевской арки не имеет никакого отношения к ремесленническому масонству, хотя он сам был одним из основателей великого капитула. Томас Данкерли, великий суперинтендант нового великого капитула, имел значительные успехи в распространении масонства Королевской арки, марки и тамплиеров в южных провинциях «Современных» и помогал Хезелтайну и Престону в том, что он начал перемещать масонские ложи из постоялых дворов в собственные здания. Официальное отношение к Королевской арке оставалось антагонистическими.

## Союз с Древними
Отношения между двумя великими ложами английского масонства испытали оттепель в 1790-х годах. Трудно не сопоставить это со смертью Дермотта в 1791 году и постепенным редактированием его глумления над ПВЛА в Ахиман Резоне, но другие факторы также способствовали сближению двух великих лож. Джон Мюррей, 4-й Герцог Атолл, стал великим мастером «Древних», а Фрэнсис Раудон-Гастингс, граф Мойра, стал исполняющим обязанности великого мастера «Современных» (Великим мастером был Принц Уэльский). Ни один из этих дворян не был доволен тем, что был простым лидером, и в 1799 году они были вынуждены действовать вместе с представителями Великой ложи Шотландии, чтобы не допустить, чтобы масонство было объявлено вне закона. Страх перед шпионами Наполеона побудил «Закон о незаконных обществах» запретить любую ассоциацию, связанную с тайными клятвами, а объединённые усилия трёх великих лож побудили правительство сделать конкретное исключение из нового закона для лож масонов.
Прогресс в направлении союза оставался медленным, пока «Современные» не сформировали «Ложу промульгации» в 1809 году с целью вернуть свой ритуал в такой вид, чтоб он был схож с ритуалами «Древних» и великих лож Шотландии и Ирландии. Одна из их резолюций заключалась в том, что церемония инсталляции нового мастера ложи была частью ритуала «Древних». Затем они обязали своих деинсталлированных мастеров и мастеров лондонских лож пройти ритуал на трёх встречах в декабре 1810 года и в январе 1811 года. В 1811 году «Современные» официально заявили «Древним», что они решили вернуться к более древнему ритуалу, с чего и начался процесс окончательного объединения. В конце 1812 года граф Мойра ушёл в отставку, чтобы занять пост губернатора Индии, а герцог Сассекский стал великим мастером «Современных». 1 декабря 1813 года герцог Атолл подал в отставку с должности великого мастера «Древних». Герцог Кентский, старший брат герцога Сассекского, уже объединил «Древних» и «Современных» в Канаде. Он просто объединил ложи «Современных» с ближайшим ложами «Древних». Другими словами, он упразднил канадских «Современных».
На празднике святого Иоанна Богослова, 27 декабря 1813 года, две английские великие ложи собрались вместе, чтобы сформировать Объединённую великую ложу Англии, а герцог Сассекский стал её великим мастером.

## Великие мастера
- 1717 — Энтони Сейер
- 1718 — Джордж Пейн
- 1719 — Джон Теофил Дезагюлье
- 1720 — Джордж Пейн
- 1721—1723 — Монтегю, Джон, 2-й герцог Монтегю
- 1723 — Уортон, Филипп, 1-й герцог Уортон
- 1723 — Скотт, Френсис, 2-й герцог Баклю
- 1724 — Чарльз Леннокс, 2-й герцог Ричмонд
- 1725 — Джеймс Гамильтон, 7-й граф Аберкорна
- 1726 — Уильям О Брайен, 4-й граф Инчикуина
- 1727 — Лорд Колерейн
- 1728 — Джеймс Кинг, 4-й барон Кингстона
- 1730 — Томас Говард, 8-й герцог Норфолкский
- 1731 — Томас Кок, 1-й граф Лейсестера
- 1732 — Энтони Браун, 6-й виконт Монтегю
- 1733 — Джеймс Лайон, 7-й граф Стретмора и Кингхорна
- 1734 — Джон Линсдейн, 20-й граф Кроуфорда
- 1735 — Томас Тинн, 2-й виконт Уэймута
- 1736 — Джон Кемпбелл, 4-й граф Лаудона
- 1737 — Эдвард Блай, 2-й граф Дарнли
- 1738 — Генри Бриджес, 2-й герцог Чандоса
- 1739 — Роберт Реймонд, 2-й барон Реймонда
- 1740 — Джон Кейт, 3-й граф Кинтора
- 1741 — Джеймс Дуглас, 14-й граф Мортон
- 1742—1744 — Джон Уорд, 1-й виконт Дадли и Уорда
- 1745—1747 — Джеймс Кренстоун, 6-й лорд Кренстоуна
- 1747—1752 — Уильям Байрон, 5-й барон Байрона
- 1752—1753 — Джон Проуби, 1 барон Керисфорта
- 1754—1757 — Джеймс Бриджес, 3-й герцог Чандоса
- 1757—1762 — Шолто Дуглас,15-й граф Мортона
- 1762—1764 — Вашингтон Ширли, 5-й граф Феррерса
- 1764—1767 — Кедуаллейдер Блайни, 9-й барон Блейни
- 1767—1772 — Генри Сомерсет, 5-й герцог Беуфорта
- 1772—1777 — Роберт Эдвард Петре, 9-й барон Петре
- 1777—1782 — Джордж Монтегю, 4-й герцог Манчестера
- 1782—1790 — Принц Генри, герцог Камберленда и Стрехерна
- 1792—1812 — Георг IV
- 1790—1812 — Френсис, Роудон-Гастингс, граф Мойра
- 1813 — Август Фредерик, герцог Сассекский[17]